# Kanton Soustons
Soustons is een voormalig kanton van het Franse departement Landes. Het kanton maakte deel uit van het arrondissement Dax.

## Gemeenten
Het kanton Soustons omvatte de volgende gemeenten:
- Angresse
- Azur
- Magescq
- Messanges
- Moliets-et-Maâ
- Saint-Geours-de-Maremne
- Seignosse
- Soorts-Hossegor
- Soustons (hoofdplaats)
- Tosse
- Vieux-Boucau-les-Bains